# Ražňany
Ražňany é um município da Eslováquia, situado no distrito de Sabinov, na região de Prešov. Tem 11,37 km² de área e sua população em 2018 foi estimada em 1.570 habitantes.

## Demografia
| Ano:        | 1994 | 2004   | 2014   | 2024    |
| ----------- | ---- | ------ | ------ | ------- |
| Broj ljudi: | 1354 | 1443   | 1504   | 1657    |
| Razlika:    |      | +6,57% | +4,22% | +10,17% |

| Ano:               | 2023 | 2024   |
| ------------------ | ---- | ------ |
| Número de pessoas: | 1660 | 1657   |
| Diferença:         |      | -0,18% |